# Georges Bernanos
Georges Bernanos (20. února 1888 – 5. července 1948) byl francouzský spisovatel katolické a monarchistické orientace. Jeho nejznámější díla jsou romány Pod sluncem Satanovým a Deník venkovského faráře (obě zfilmována) a libreto k opeře Dialogy karmelitek.

## Život
Narodil se v Paříži, dětství strávil v Pas de Calais, kam umisťoval děj řady svých literárních děl. Bojoval v 1. světové válce, mimo jiné v bitvách na Sommě a u Verdunu.
Válečná zkušenost ho silně ovlivnila. Zastával silně konzervativní, monarchistické, katolické a antidemokratické politické postoje, které ho přivedly do krajně pravicového hnutí Action Française.

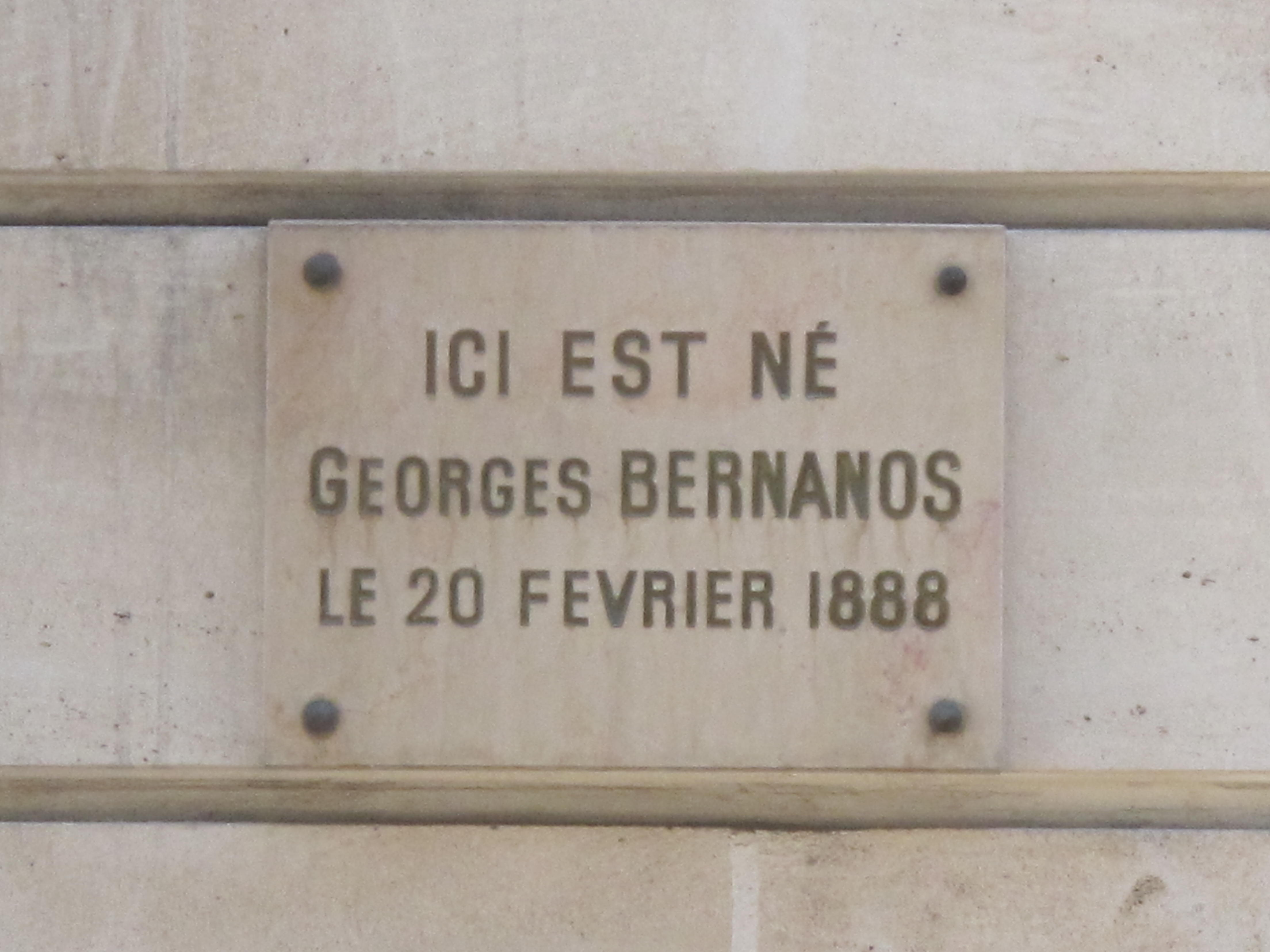
Pamětní deska na Bernanosově rodném domě v Paříži

Stal se nadšeným podporovatel autoritativního politika Francisca Franca. Po návštěvě Mallorcy, kde byl svědkem týrání civilního obyvatelstva vojáky Francovy falangy však svou podporu frankismu odvolal.
Roku 1938 odjel do jižní Ameriky, kde strávil 2. světovou válku, především v brazilské Barbaceně.
Po válce se vrátil do Francie a podporoval Charlese de Gaulla, který mu dokonce nabídl místo ve vládě, Bernanos však odmítl. Do konce života hájil konzervativní ideje, dle nichž je moderní civilizace zkažená a technický pokrok je zlem. Byl také mnohokrát obviněn z antisemitismu.

## Dílo
Jeho nejslavnějším dílem je jeho hned první román Sous le soleil de Satan (česky Pod sluncem Satanovým). Zfilmován byl Mauricem Pialatem roku 1987 (film oceněn Zlatou palmou v Cannes).

## Bibliografie

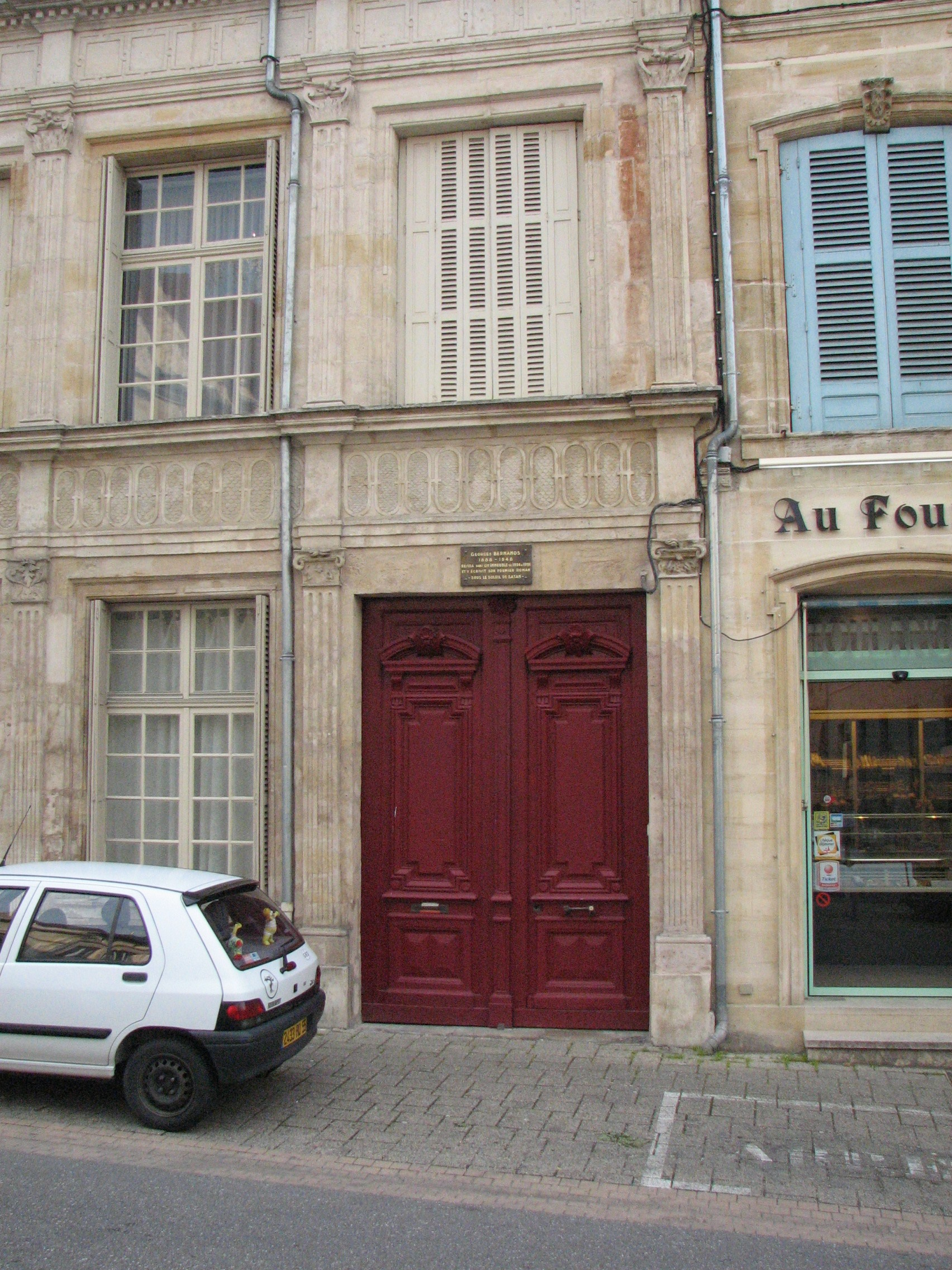
Místo, kde Bernanos napsal svůj román Pod sluncem satanovým